# Cortinaire purpurescent
Cortinarius purpurascens
Espèce
Le cortinaire purpurescent (Cortinarius purpurascens) est un champignon basidiomycète du genre Cortinarius et de la famille des Cortinariaceae.

## Description
- Le chapeau est visqueux et a une taille qui varie entre 3 et 10 cm, il est gris-lilas, gris-bleuté et gris bleuté  au centre. Il est également couvert de fibres radiales innées de couleur brun foncé. Il est d'abord convexe et devient plan.
- La chair est blanche plus ou moins bleutée et violacée, elle s'oxyde rapidement à l'air en rose violacé. Sa saveur est douce et rend un parfum de miel et de cacao.
- Les lames sont adnées et sinuées, de couleur gris-lilas ou gris-violet et s'oxyde au toucher d'un violet foncé. Sporée rouille.
- Le pied est bulbeux et marginé, a une taille de 4 a 10 cm et est gris-violet ou brun violet. Il s'oxyde également au toucher. Il peut présenter un reste de cortine de couleur rouille.

## Écologie
On le rencontre à partir du milieu du l'été jusqu'à la fin de l'automne sous les conifères et feuillus. Il pousse sur les sols peu calcaires.

## Comestibilité
Il est considéré comme comestible mais a de piètres qualités gustatives.

## Confusions possibles
On pourrait le confondre avec Lepista nuda, Cortinarius violaceus ou d'autres cortinaires qui pourraient être toxiques.

## Galerie

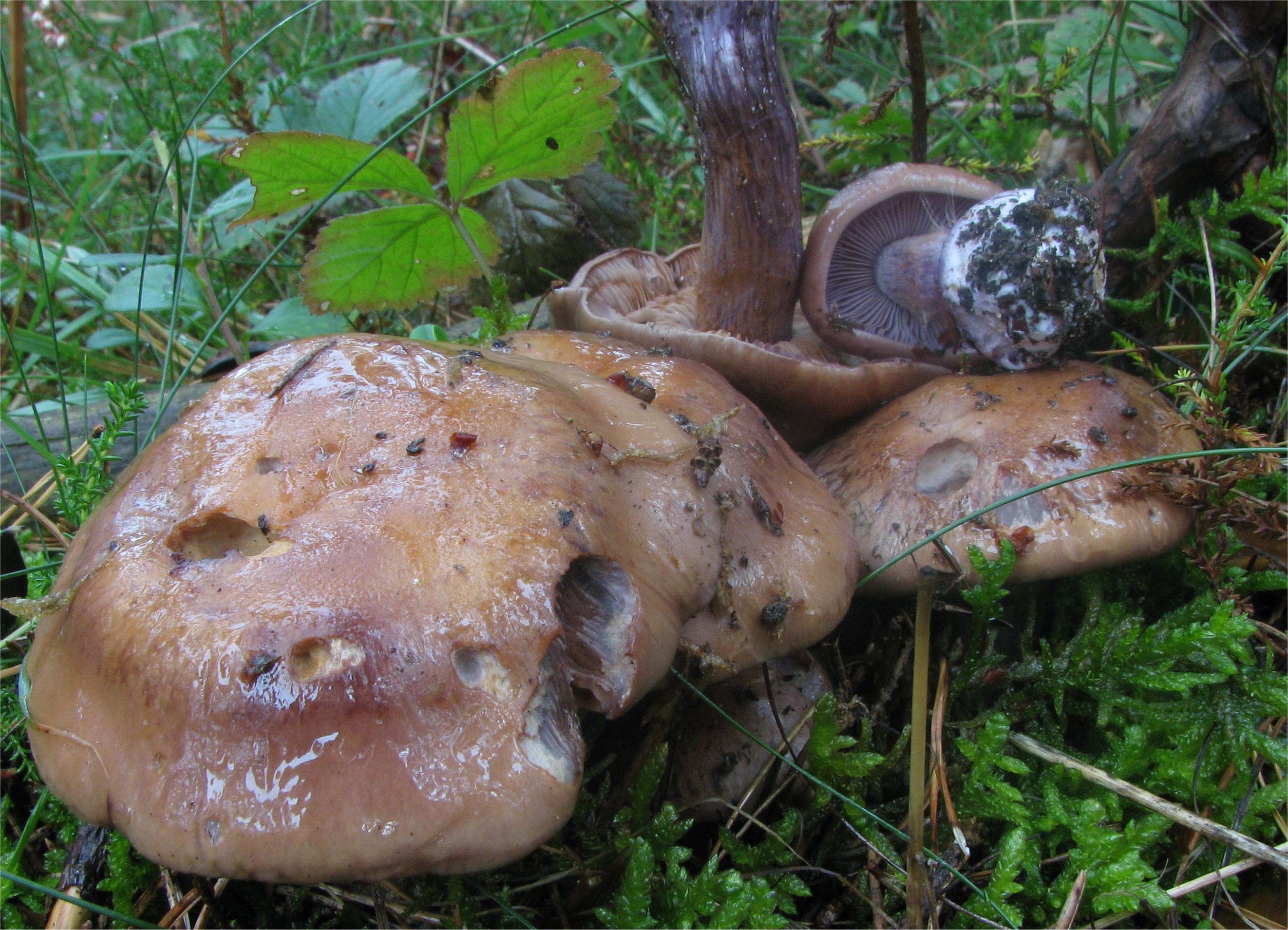
Cortinaires purpurescents
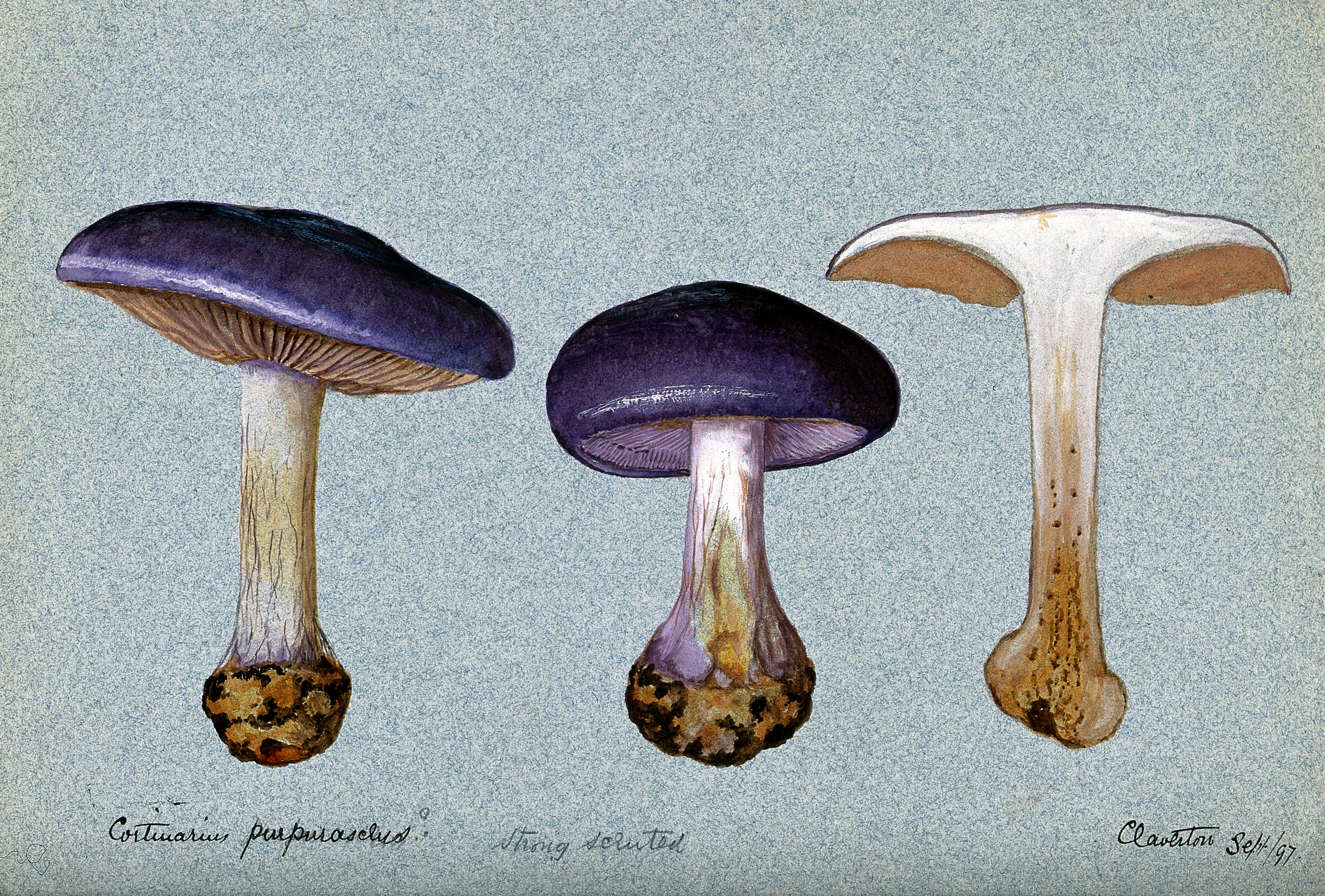
Schémas de cortinaires purpurescents